# أدولف ستراهلير
أدولف ستراهلير (بالألمانية: Adolf Sträehler) (1829 - 1897) كان حراجيًّا وعالمًا للنبات من سيليزيا.

## حياته
ولد شتراهلر في شتشافنو زدروي (سالزبورن)، سيليزيا السفلى، بولندا. التحق أولاً بمدرسته المحلية في قريته، قبل الالتحاق بالمدرسة الثانوية في كامينا غورا (لاندشوت) حيث تم تعليمه على يد كورنيكتور هوغير الذي زرع اهتمام ستريلر بالنباتات مدى الحياة. أكمل تدريبه المهني في الغابات في يونسيلاو سالاسكي، ثم التحق بالخدمة العسكرية في (غارد جاغير باتاليون).
بعد الانتهاء من خدمته عمل ستراهلر كمساعد غابات في Pszczyna (Pless) و Glinik Nowy (Neuhain). في عام 1858 نقل إلى Sokołowsko (Görbersdorf) ورقي إلى الغابات في المنطقة.
في عام 1880 أصبح رئيسًا للغابات في Leśniczówka Smolary (Theerkeute)، وفي Leśniczówka Smolary بدأ في نشر دراساته عن النباتات المحلية. تقاعد عام 1890 وانتقل إلى جوور ليكون أقرب إلى عائلته. توفي بعد فترة من تدهور الصحة عام 1897.

## الأعمال الرئيسية المنشورة
- Adolf Straehler (1891) "Flora von Theerkeute im Kreise Czarnikau der Provinz Posen." Deutsche botanische Monatsschrift 9: 9-13.[5]
- Adolf Straehler (1896) "Floristische Skizze der Oberförsterei Theerkeute." Zeitschrift der Botanischen Abteilung 3: 71-74.[6]
- Adolf Straehler (1897) "Einiges über das Sammeln، Präparieren und Aufbewahren der Herbarpflanzene." Zeitschrift der Botanischen Abteilung 3: 91-93.[7]

## المساهمات التصنيفية واختصار المؤلف القياسي
He named the following willow hybrids:
- '' Salix × hirtii '' Strähler.[8]
- '' Salix × marchiaca '' Strähler.[9]

## المجموعات النباتية
يحتفظ بمجموعات نباتات Straehler في العديد من المعشبات الأوروبية، بما في ذلك معشبة جامعة فروتسواف ومعشبة حديقة بوخارست النباتية ومعشبة جامعة كوبنهاغن والحديقة النباتية الملكية في إدنبرة ومركز التنوع البيولوجي الطبيعي ومعهد كوماروف النباتي والمتحف الوطني في ويلز. وفي أستراليا يتم الاحتفاظ بالعينات في المعشبة الوطنية لفيكتوريا، حدائق فيكتوريا النباتية الملكية.